# Cecilia Ramos
Cecilia Ramos (Pasto, Colombia, 1980) es una caricaturista, ilustradora y humorista colombiana. 
Estudió diseño gráfico en la Universidad del Valle y es conocida especialmente por ser la creadora del personaje de cómic "La Ché".

## Trayectoria
Cecilia Ramos nació en Pasto pero ha vivido la mayor parte de su vida en la ciudad de Cali. Su trabajo se especializa en humor gráfico en el cual narra historias de la vida cotidiana. Siempre estuvo interesada en el arte pero no imaginó vivir del humor gráfico, es creadora de los personajes "Misiá Colombia" y "la Ché". Su personaje principal "La Ché" nació en 2014 al dibujarse a sí misma cantando Currucucú paloma de Tomás Mendez; después de publicarlo en sus redes sociales y ver la reacción de sus seguidores decidió continuar con el personaje. El nombre de La Ché viene del apodo "Chechi" que le tienen sus amigos.
En 2016 publica su primer libro llamado "La Ché, un día a la vez 1" en el que recopila las primeras 100 viñetas que Cecilia había creado; en el mismo año comienza a publicar en el periódico El Espectador. posteriormente en septiembre del 2018 publica su segundo libro llamado "La Ché, un día a la vez 2"; ambas publicaciones de sus libros surgieron como fruto del premio convocatoria de estímulos 2016 y 2018 otorgado por el Ministerio de Cultura.   En el mismo año participó en la exposición de caricatura de opinión, evento realizado en Bogotá y en el cual ella se destacó por ser la única mujer presente, participaron 30 caricaturistas colombianos. Este evento consistió en mostrar a través de sus obras el apoyo al sí en el plebiscito por la paz. En noviembre de 2019 fue una de las conferencistas invitadas en TED Cali.
Actualmente trabaja para el periódico El Espectador como viñetista y hace parte de las pocas mujeres en Colombia destacadas en los medios masivos que hacen humor político y dentro de su trabajo resalta temas de género e inclusión, también ha colaborado con entidades como Cromos, la Red Zoocial, Tedio y Ficción y Argentarium.

## Obra
- (2016) “La Ché, un día a la vez 1”. Raes Editores. 2016
- (2018) "La Ché, un día a la vez 2". Raes Editores. 2018
- (2020) coautora "La depresión  ̶n̶o̶ existe". Penguin Random House. 2020
- (2021) coautora "El libro secreto de las niñas". Planeta. 2021